# Lemurodendron capuronii
Lemurodendron capuronii är en ärtväxtart som beskrevs av Villiers och Philippe Guinet. Lemurodendron capuronii ingår i släktet Lemurodendron och familjen ärtväxter. Inga underarter finns listade i Catalogue of Life.